# Beuvillers (Calvados)
Beuvillers – miejscowość i gmina we Francji, w regionie Normandia, w departamencie Calvados.
Według danych na rok 1990 gminę zamieszkiwały 1054 osoby, a gęstość zaludnienia wynosiła 214 osób/km² (wśród 1815 gmin Dolnej Normandii Beuvillers plasuje się na 213. miejscu pod względem liczby ludności, natomiast pod względem powierzchni na miejscu 888.).